# Liste der Wiener Gemeindebauten/Währing
Diese Liste zählt die Gemeindebauten im 18. Wiener Gemeindebezirk Währing auf.
Es werden nur solche Objekte angeführt, die seit Beginn des sozialen Wohnbaus errichtet wurden. Ältere Häuser, die im Besitz der Stadt Wien sind und in denen ebenfalls Gemeindewohnungen vergeben werden, fehlen daher.
| Name / ID                                                  | Foto |                 | Adresse                             | Baujahr   | Architekt(en)                                                                                               | Kunstobjekte | Wohnungen | Anmerkungen |
| ---------------------------------------------------------- | ---- | --------------- | ----------------------------------- | --------- | --- | --- | --------- | --- |
| 1305 HERIS-ID: 48804 Objekt-ID: 52356                      | 1    | Datei hochladen | Antonigasse 100 Standort            | 1926–1927 | Erich Franz Leischner                                                                                       | | 13        | Denkmalschutz |
| Aldo-Moro-Hof 290                                          | 1    | Datei hochladen | Antonigasse 41 Standort             | 1985–1986 | Wilfried Fragner                                                                                            | | 20        | Benannt nach Aldo Moro Identadresse Leitermayergasse 26,                                                                                                  |
| Franz-Schreiner-Hof 24                                     | 1    | Datei hochladen | Buchleitengasse 36-40 Standort      | 1967      | Martha Bolldorf-Reitstätter                                                                                 | Gedenkstein für Franz Schreiner von Leopold Grausam | 20        | Benannt nach Franz Schreiner (1911–1992), Abgeordneter zum Landtag und Gemeinderat                                                                        |
| 1322                                                       | 1    | Datei hochladen | Czartoryskigasse 62-68 Standort     | 1953–1954 | Karl Adolf Schubert, Franz Gomsi, Robert Kramreiter                                                         | Drei Torumrahmungen von Gustav Hessing, drei von Hans Stockbauer. Hauszeichen: Hackstock mit Hacke und Holz von Gertrude Fronius, Musikinstrumente von Heinrich Deutsch, Wasser, Brot und Früchte von Margarete Bistron-Lausch, Kinderspielzeug von Artur Hecke, Papierdrachen und Lampions von Florian Josephu, Bücher und Lampe von Walter Lackner, Heimische Tiere und Pflanzen von Heribert Potuznik, Vier Jahreszeiten von Egon Haug | 189       | |
| 1303 HERIS-ID: 48785 Objekt-ID: 52336                      | 1    | Datei hochladen | Gentzgasse 45 Standort              | 1926      | Siegmund Katz                                                                                               | | 27        | Denkmalschutz |
| 1304 HERIS-ID: 48776 Objekt-ID: 52327                      | 1    | Datei hochladen | Gentzgasse 79 Standort              | 1926–1927 | Ludwig Schöne                                                                                               | Vier Reliefmedaillons im zweiten Stock | 18        | Denkmalschutz |
| Pablo-Neruda-Hof 271                                       | 1 BW | Datei hochladen | Gersthofer Straße 125-129 Standort  | 1980      | Helmut Schinzel, Josef Czapka                                                                               | Büste von Pablo Neruda, Künstlerisch Gestaltete Wand Bandornament von Maria Biljan-Bilger | 65        | Benannt nach Pablo Neruda Identadresse Hockegasse 40 |
| Rudolf-Sigmund-Hof 1311 HERIS-ID: 48838 Objekt-ID: 52394   | 1    | Datei hochladen | Gersthofer Straße 75-77 Standort    | 1930–1931 | Wilhelm Schön, Karl Schön                                                                                   | Zierbrunnen Rehkitz mit Mutter von Rudolf Schmidt | 274       | Denkmalschutz Ende 2007 nach dem Kommunalpolitiker Rudolf Sigmund benannt. Identadresse Alsegger Straße 46-48, Hockegasse 1-7, Hockegasse 2, Höhnegasse 6 |
| 1326                                                       | 1    | Datei hochladen | Gymnasiumstraße 38 Standort         | 1973–1975 | Kurt Buchta                                                                                                 | | 27        | Identadresse Anastasius-Grün-Gasse 29 |
| 1308                                                       | 1    | Datei hochladen | Hockegasse 9 Standort               | 1928–1929 | Paul Gütl                                                                                                   | | 33        | Identadresse Alsegger Straße 55 |
| 1331                                                       | 1    | Datei hochladen | Karlweisgasse 41 Standort           | 1956–1958 | Erwin Fabrici                                                                                               | | 53        | Identadresse Hermann-Pacher-Weg 8, Peter-Jordan-Straße 122                                                                                                |
| 1323                                                       | 1    | Datei hochladen | Kreuzgasse 32 Standort              | 1969–1970 | Walter Köhler                                                                                               | | 14        | |
| Pfannenstielhof 211 HERIS-ID: 48805 Objekt-ID: 52357       | 1    | Datei hochladen | Kreuzgasse 87-89 Standort           | 1924–1925 | Erich Franz Leischner                                                                                       | Brunnen aus kubischen Blöcken von Erich Franz Leischner, figuraler Metallfries von Angela Stadtherr | 177       | Denkmalschutz Benannt nach Franz Pfannenstiel Identadresse Antonigasse 102-104, Chamissogasse 26-28, Händelgasse 12                                       |
| 1310 HERIS-ID: 48767 Objekt-ID: 52317                      | 1    | Datei hochladen | Köhlergasse 1-3 Standort            | 1929–1930 | Heinrich Siller, Paul Fischel                                                                               | | 33        | Denkmalschutz Identadresse Währinger Straße 176-178 |
| 1300 HERIS-ID: 63501 Objekt-ID: 76170                      | 1    | Datei hochladen | Lacknergasse 96 Standort            | 1923      | Josef Bittner                                                                                               | | 31        | Denkmalschutz Identadresse Staudgasse 80a |
| 1330                                                       | 1    | Datei hochladen | Leitermayergasse 52 Standort        | 1982      | Edith Lassmann                                                                                              | | 35        | Identadresse Schulgasse 55 |
| 1327                                                       | 1    | Datei hochladen | Martinstraße 85 Standort            | 1982–1983 | Hans Krupitza                                                                                               | | 16        | |
| Friedrich-Holomek-Hof 280                                  | 1    | Datei hochladen | Martinstraße 92 Standort            | 1981–1983 | Franz Englerth                                                                                              | | 19        | Benannt nach Friedrich Holomek (1889–1961), Bezirksvorsteher                                                                                              |
| 1316                                                       | 1    | Datei hochladen | Messerschmidtgasse 33-37 Standort   | 1933–1934 | Wilhelm Peterle                                                                                             | Sturzreliefs Knaben mit Tieren | 138       | Identadresse Hockegasse 27, Erndtgasse 34-36, Höhnegasse 24                                                                                               |
| 1320                                                       | 1    | Datei hochladen | Michaelerstraße 30 Standort         | 1950–1951 | Friedrich (Fritz) Kastner                                                                                   | | 18        | |
| 1307 HERIS-ID: 48791 Objekt-ID: 52343                      | 1    | Datei hochladen | Mollgasse 3-5 Standort              | 1928–1929 | Franz Wiesmann                                                                                              | | 51        | Denkmalschutz Identadresse Anastasius-Grün-Gasse 8 |
| Lindenhof 212 HERIS-ID: 48806 Objekt-ID: 52358             | 1    | Datei hochladen | Paulinengasse 9 Standort            | 1924–1925 | Karl Ehn | Zwei Steinplastiken von Josef Riedl (Arbeiter und Trauernde), keramischen Reliefplatten an den Eckpfeilern der Loggienfenster ebenfalls von Riedl, weitere Arbeiten Riedls im Kinderpavillon. Zierbrunnen mit Bronzeputto von Fritz Zerritsch sen. | 306       | Denkmalschutz Identadresse Kreuzgasse 78-80, Simonygasse 2a                                                                                               |
| 1321                                                       | 1    | Datei hochladen | Paulinengasse 13 Standort           | 1950–1952 | Hans Riedl, Wilhelm (Willi) Reichel                                                                         | Plastiken Dogge und Jagdhund von Heribert Rath, Sgraffito 10.000 neue Gemeindewohnungen von Otto Rudolf Schatz | 27        | |
| Am Sandberg 1328                                           | 1    | Datei hochladen | Peter-Jordan-Straße 81 Standort     | 1978–1981 | Josef Moser, Rudolf Sigmund, Anton Holtermann, Klaus Aggermann, Helmut Benesch, Martha Bolldorf-Reitstätter | Schleifsteinskulptur Stele von Stephan Kamenyecky | 151       | Identadresse Am Sandberg, Waldeckgasse 10, Waldeckgasse 5, Scherffenberggasse 5                                                                           |
| 1324                                                       | 1    | Datei hochladen | Plenergasse 12-14 Standort          | 1954–1956 | Friedrich Rollwagen                                                                                         | Mosaikwandbild Himmel, Erde, Wasser von Hermann Kosel | 42        | |
| 1315                                                       | 1    | Datei hochladen | Pötzleinsdorfer Straße 100 Standort | 1961–1962 | Rudolf Eisler                                                                                               | | 27        | |
| 1301                                                       | 1    | Datei hochladen | Schopenhauerstraße 86 Standort      | 1924–1925 | Hans Pfann                                                                                                  | | 14        | |
| Josef-Hala-Hof 297                                         | 1 BW | Datei hochladen | Schulgasse 19 Standort              | 1986–1987 | Viktor Hufnagl                                                                                              | Acht Glasscheiben mit den Motiven Zwei Kreise bzw. Wasser und Feuer von Ingrid Swossil-Lissow | 36        | Josef Hala, Abgeordneter zum Landtag und Gemeinderat Identadresse Hans-Sachs-Gasse 19-21                                                                  |
| Albrecht-Konecny-Hof 1314 HERIS-ID: 48841 Objekt-ID: 52397 | 1    | Datei hochladen | Schöffelgasse 69 Standort           | 1931–1932 | Franz Wiesmann                                                                                              | Florale Keramikappliken an der Gebäudekante | 64        | Denkmalschutz Identadresse Bastiengasse 8-12, Höhnegasse 7-11                                                                                             |
| 1318                                                       | 1 BW | Datei hochladen | Simonygasse 2b Standort             | 1948–1950 | Josef Horacek, Josef Wurts, Heinrich Vana, Hanns Kunath                                                     | Mosaikwandbild Befreiung Österreichs von Carry Hauser | 125       | Mosaikwandbild unter Denkmalschutz Identadresse Währinger Straße 183                                                                                      |
| 1313                                                       | 1    | Datei hochladen | Staudgasse 48-50 Standort           | 1949–1950 | Julius Bergmann                                                                                             | | 15        | |
| 1319                                                       | 1    | Datei hochladen | Sternwartestraße 29 Standort        | 1949–1950 | Hans Wölfl                                                                                                  | | 16        | |
| 1317                                                       | 1    | Datei hochladen | Teschnergasse 20 Standort           | 1966–1967 | Otmar Brunner                                                                                               | | 47        | Identadresse Schopenhauerstraße 66, Leitermayergasse 45                                                                                                   |
| 1329                                                       | 1    | Datei hochladen | Theresiengasse 69-71 Standort       | 1983      | Peter Tölzer, Maria Tölzer                                                                                  | | 29        | Identadresse Schopenhauerstraße 23 |
| Ernst-Karl-Winter-Hof 214                                  | 1    | Datei hochladen | Thimiggasse 63-69 Standort          | 1952–1955 | Herbert Thurner, Friedrich Euler                                                                            | Mosaikstele Menschen und Tiere von Arnulf Neuwirth | 163       | Benannt nach Ernst Karl Winter |
| 1302 HERIS-ID: 48780 Objekt-ID: 52331                      | 1    | Datei hochladen | Weimarer Straße 1 Standort          | 1924–1925 | Karl Dirnhuber                                                                                              | | 24        | Denkmalschutz |
| 1309 HERIS-ID: 48783 Objekt-ID: 52334                      | 1    | Datei hochladen | Weimarer Straße 8-10 Standort       | 1928–1929 | Konstantin Peller                                                                                           | | 59        | Denkmalschutz |
| Schöffelhof 38                                             | 1    | Datei hochladen | Wielemansgasse 13-23 Standort       | 1956–1960 | Roland Wagner                                                                                               | Mosaikwandbild Josef Schöffel, Retter des Wienerwaldes von Herbert Schütz | 164       | Benannt nach Josef Schöffel Identadresse Schöffelgasse 1-7, Lazargasse 2-6, Schöffelgasse 9                                                               |
| 1325                                                       | 1    | Datei hochladen | Wielemansgasse 18-22 Standort       | 1956–1958 | Karl Musil                                                                                                  | Mosaikwandbild Ornamentale Flächenfüllung von Johannes Wanke, Mosaikbilder Mäander über den Haustoren von Herbert Toni Schimek, Helga Brandt, Karl Langer, Kurt Conrad Loew, Alfred Mieses und Oskar Schmal | 65        | Identadresse Schöffelgasse 13, Alsegger Straße 2, Czartoryskigasse 19                                                                                     |
| 1312                                                       | 1    | Datei hochladen | Währinger Straße 165 Standort       | 1960      | Ludwig Schmid                                                                                               | | 9         | |
| Toeplerhof 213 HERIS-ID: 48808 Objekt-ID: 52361            | 1    | Datei hochladen | Währinger Straße 169-171 Standort   | 1927–1928 | Konstantin Peller                                                                                           | Rosa Toepler, vormalige Grundbesitzerin | 65        | Denkmalschutz Identadresse Paulinengasse 15 |
| 1306 HERIS-ID: 48768 Objekt-ID: 52319                      | 1    | Datei hochladen | Währinger Straße 188-190 Standort   | 1926–1928 | Michael Rosenauer                                                                                           | | 270       | Denkmalschutz Identadresse Weinhauser Gasse 2-6, Innozenz-Lang-Gasse 1-2                                                                                  |